# Annona insignis
Annona insignis este o specie de plante angiosperme din genul Annona, familia Annonaceae, descrisă de Robert Elias Fries. Conform Catalogue of Life specia Annona insignis nu are subspecii cunoscute.